# Clara Belle Williams
Clara Belle Williams (Plum,Texas, 29 de octubre de 1885-1993) fue la primera afroamericana licenciada de la New Mexico College of Agriculture and Mechanic Arts  (ahora New Mexico State University), llegó a ser profesora. Tuvo tres hijos que fueron doctores en Medicina. 

## Primera etapa y matrimonio
Williams estudió con una beca en el Prairie View Normal and Independent College, graduándose en 1905. En 1910, estudió en The University of Chicago en Chicago, Illinois. Se casó con Jasper Williams en 1917 y  tuvieron tres hijos. Llegó a ser una gran profesora para los estudiantes negros durante el día, y por la noche enseñó a sus padres, que habían sido esclavos, "home economics".

## Estudios de grado, enseñanza
En 1928 se matriculó en la New Mexico College of Agriculture and Mechanic Arts. Obtuvo su diploma con un Bachelor of Arts degree en inglés en 1937, a la edad de 51. Fue la primera afroamericana en graduarse de la Universidad de Nuevo México. Durante sus estudios, los profesores no le dejaron asistir a las clases; tomó notas y asistió a las clases en el pasillo. Williams continuó sus estudios de licenciatura en los años 1950.
Ejerció de profesora en Lincoln High School, en la A.M.E. Church en Las Cruces, después de que la institución de segregación expulsó al alumnado afroamericano integrado en las escuelas Las Cruces en 1920, cuando la ley estatal permitió la segregación en los distritos. Más tarde ejerció de profesora en Booker T. Washington School en Las Cruces durante más de veinte años, desde que se inauguró la institución en 1930.

## Familia y legado
Sus tres  hijos llegaron a ser doctores: Jasper Jr., James y Charles. Williams trabajó como recepcionista en las consultas médicas de sus hijos.
En 1961, la Universidad Estatal de Nuevo México nombró una calle en su campus con su nombre. En 1977, fue admitida en el salón de la fama de los maestros de la National Education Association. En 1980 a Williams le fue otorgado un doctorado honorario en leyes por la Universidad Estatal de Nuevo México, y pidieron disculpas por el mal trato recibido cuando era estudiante. En 2005 el edificio del departamento de inglés fue rebautizado Clara Belle Williams Hall. La New Mexico State University  ofrece una beca para estudiantes en su memoria.